# Staw (gmina w województwie poznańskim)
Staw (do 1870 Kalinowa) – dawna gmina wiejska istniejąca do 1954 roku w woj. łódzkim i poznańskim. Siedzibą władz gminy był Staw.
Gmina Staw powstała za Królestwa Polskiego – 19 maja?/31 maja 1870 w powiecie kaliskim w guberni kaliskiej w związku z przemianowaniem gminy Kalinowo na gminę Staw, po przyłączeniu do niej pozbawionego praw miejskich Stawu.
W okresie międzywojennym gmina Staw należała do powiatu kaliskiego w woj. łódzkim. 1 kwietnia 1938 roku gminę wraz z całym powiatem kaliskim przeniesiono do woj. poznańskiego.
Po wojnie gmina zachowała przynależność administracyjną. 1 lipca 1952 roku gmina składała się z 16 gromad: Chabierów, Chwalęcice, Domaniew, Gorzałów, Kalinowa, Kołdów, Korzenica, Kościany, Morawki, Mroczki Wielkie, Nacesławice, Sędzimirowice, Skalmierz, Staw, Suliszewice i Waliszewice.
Jednostka została zniesiona 29 września 1954 roku wraz z reformą wprowadzającą gromady w miejsce gmin. Po reaktywowaniu gmin 1 stycznia 1973 roku gminy Staw nie przywrócono, a jej dawny obszar wszedł w skład gmin: Błaszki, Szczytniki i Goszczanów.